# ستيفان تريبكوفيتش (لاعب كرة قدم)
ستيفان تريبكوفيتش (بالصربية: Стефан Трипковић)‏ هو لاعب كرة قدم صربي في مركز الوسط، ولد في 19 سبتمبر 1994 في لوزنيتسا في صربيا. لعب مع بي أيه إس كيه بيوغراد وراد بيوغراد.

## وصلات خارجية
- ستيفان تريبكوفيتش (لاعب كرة قدم) على موقع قاعدة بيانات كرة القدم.إي يو (الإنجليزية)
- ستيفان تريبكوفيتش (لاعب كرة قدم) على موقع Soccerway.com (الإنجليزية)
- ستيفان تريبكوفيتش (لاعب كرة قدم) على موقع عالم كرة القدم.نت (الإنجليزية)